# 勒扎·卡亚阿尔普
勒扎·卡亚阿尔普（土耳其語：Rıza Kayaalp，1989年10月10日—），土耳其男子摔跤运动员。他曾代表土耳其参加2008年、2012年、2016年和2020年夏季奥林匹克运动会摔跤比赛，获得一枚银牌和二枚铜牌。